# Duško Tadić
Duško Tadić, född 1 oktober 1955 i Kozarac, är en bosnienserbisk politiker (SDS) och dömd krigsförbrytare. 
Under Bosnienkriget 1992–1995 ingick Tadić i de paramilitära styrkor som förövade Prijedormassakern. Tadić begick övergrepp i lägren Omarska, Trnopolje och Keraterm. Tadićs förbrytelser innebar sexuellt våld mot fångar. Vid minst ett tillfälle skall han ha tvingat en fånge att bita av testiklarna på en annan fånge.
I maj 1997 dömde Internationella krigsförbrytartribunalen för det forna Jugoslavien Tadić till 20 års fängelse för krigsförbrytelser och brott mot mänskligheten. Han frisläpptes i förtid 2008.